# Bazydiogeneza

Bazydiogeneza – proces wytwarzania podstawek i zarodników podstawkowych (bazydiospor) u grzybów z grupy podstawczaków (Basidiomycota). Jest to rozmnażanie płciowe zapewniające zmienność genetyczną form potomnych.
Podstawki to krótkie strzępki grzybni, w których po bardzo krótkiej diplofazie zazwyczaj następuje mejoza jądra, w wyniku której powstają zróżnicowane („+”) i („-”) bazydiospory. U tych podstawczaków, które wytwarzają owocniki, proces ten odbywa się głównie w wyniku somatogamii. Podstawki powstają w części owocnika zwanej hymenium, a na sterygmach podstawek tworzą się haploidalne, zróżnicowane („+”) i („-”) bazydiospory (zwykle po 4 na jednej podstawce).
Bazydiogeneza rozpoczyna się od migracji jąder do określonych regionów w podstawce, gdzie przechodzą rekombinację genetyczną. Po rekombinacji genetycznej podstawka organizuje montaż komponentów komórkowych niezbędnych do rozwoju zarodników. Obejmuje to syntezę warstw ochronnych, które otaczają każdy zarodnik, zapewniając jego żywotność w obliczu wyzwań środowiskowych. Warstwy te składają się ze złożonych polimerów, które zapewniają zarówno ochronę fizyczną, jak i odporność na wysychanie, pozwalając zarodnikom pozostać uśpionymi, dopóki warunki nie będą sprzyjające kiełkowaniu. Integralność strukturalna i skład tych warstw są precyzyjnie dostrojone do nisz ekologicznych, które zajmują dany gatunek grzyba. Ostatni etap formowania zarodników obejmuje precyzyjne uwalnianie zarodników z podstawki. Jest to dynamiczny proces, często obejmujący narastanie ciśnienia wewnętrznego w podstawce, które wypycha zarodniki do otaczającego środowiska. Zwykle jest to niewielka odległość, ale prądy powietrza unoszą wyrzucone zarodniki, które w ten sposób rozprzestrzenianiają się. Czas i sposób uwalniania zarodników zależą od czynników zewnętrznych, takich jak wilgotność i temperatura, co podkreśla wrażliwość grzybów na ich środowisko.